# عنکبوت‌های کیف‌باف
عنکبوت‌های کیف‌باف (نام علمی: Atypidae) نام یک تیره از infraorder رتیل‌ریختان است.